# Робертас Стасенас
Робертас Стасенас (лит. Robertas Stasėnas; нар. 13 січня 1951, Утена, Литовська РСР, СРСР) — литовський архітектор.

## Біографія
У 1974 році закінчив Художній інститут Литовської РСР (нині Вільнюська художня академія). До 1990 року працював в Інституті проектування міського будівництва у Вільнюсі (керівник групи), в 1990—1992 роках — в інституті «Летпроектас» Lietprojektas, в 1992 — 2009 роках — у компанії Jungtinės architektų dirbtuvės («Об'єднані архітектурні майстерні»).

## Проекти

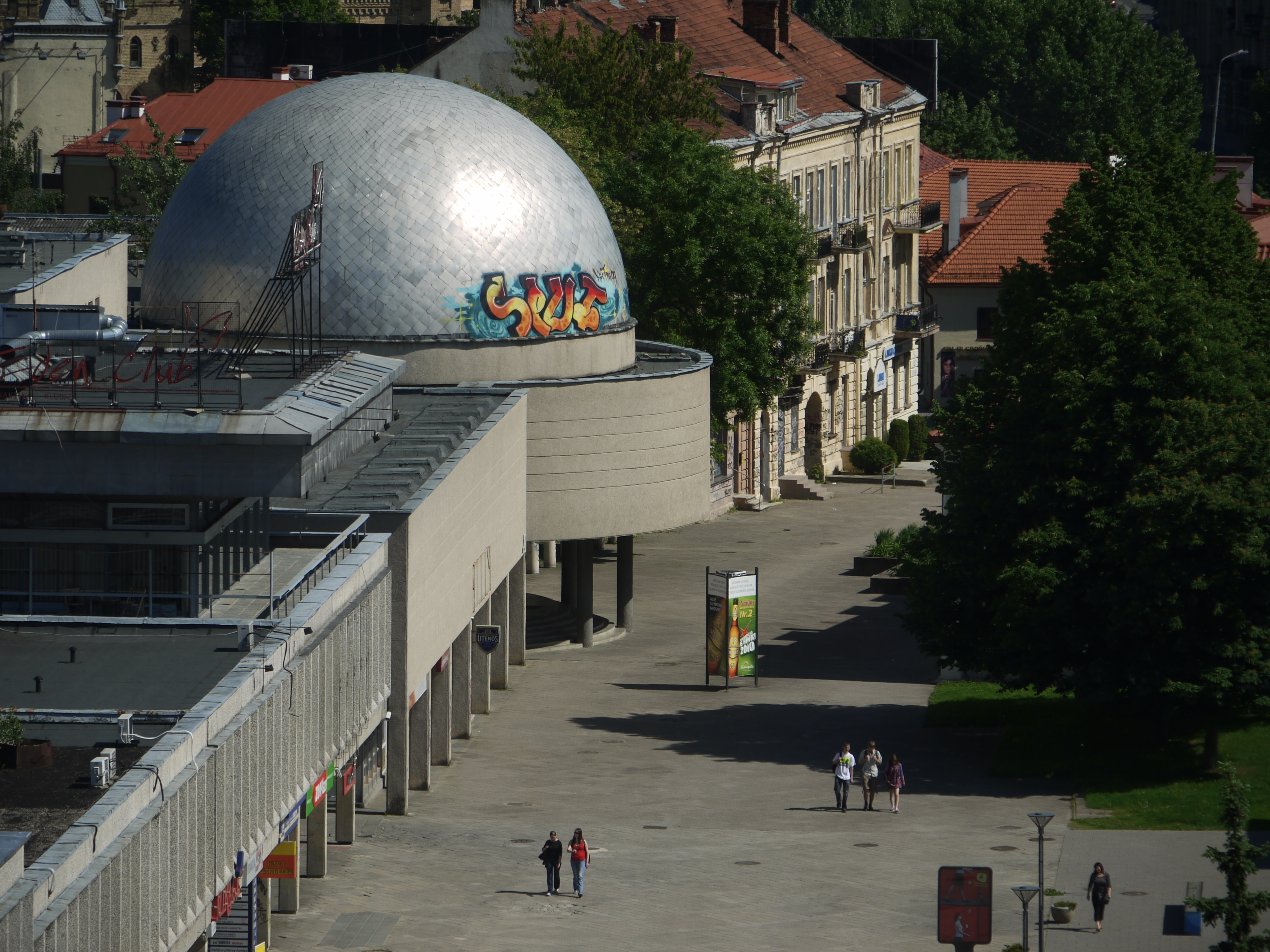
Планетарій у Вільнюсі, архітектор Р. Стасенас, 1987 рік

Найважливіші проекти Робертаса Стасенаса реалізовані у Вільнюсі. Серед них:
- будівля Сейму Литовської Республіки (включаючи інтер'єри та благоустрій території), спільно з Альґімантасом Насвітісом і Вітаутасом Насвітісом (1981—1985)
- будівля планетарію на проспекті Констітуційос (1987)
- детальний план набережної правого берега річки Няріс (спільно з архітектором Альґімантасом Насвітісом, 1990)
- проекти багатоквартирних будинків на вулицях З. Серакауско (1999), М. К. Чюрлене (2003), кварталу в Північному містечку (2006).

Також є автором проектів житлових багатоквартирних будинків в Каунасі на вулиці Укмяргес (2005) і проспекті Сукілелю (2006).
Підготував проекти реконструкцій спортивної бази гребців «Динамо» на вулиці Жирмуну в Вільнюсі (спільно з Йокубасом Фішерісом і Гінтаутасом Бальке; 1996), казарм на вулиці М. Пацо (спільно з архітектором Пауліною Кулікаусене; 2003), магазину „Maxima“ на вулиці Жирмуну і дитячого профілакторію „Pušynas“ (2004). Автор проектів реконструкції навчального центру поліції в м. Тракай (2003).
Один із авторів проекту Національного стадіону у Вільнюсі (спільно з Альґімантасом Насвітісом, Річардасом Кріштапавічюсом, Йонасом Лекісом; 1988-2008).